# Ogre/True Ogre
Ogre och True Ogre är två fiktiva karaktärer i fightingspelet Tekken utvecklat av spelföretaget Namco. Ogre och True Ogre är de två sista bossarna i Tekken 3, de är också med i Tekken Tag Tournament men det spelet har ingen anknytning till Tekken-historien. True Ogre  är Ogres riktiga och ultimata form.

## Historia
Legender påstår att Ogre var ett gammalt krigsvapen som utomjordingar lämnat efter sig för många år sedan. Ogre blev sedan dyrkad av Aztekerna som en gud av Fighting. Enligt Tekken-historien är Dr. Bosconovitch den enda som vet sanningen om Ogre, men varför han vet sanningen är okänt. Michelles hängsmycke som Kazuya och Heihachi var ute efter i Tekken 2, sägs vara nyckeln till att kunna kontrollera Ogre.

### Före Tekken 3
Cirka 15 år efter Tekken 3 upptäckte Heihachis Tekken Force ett par gamla ruiner någonstans i Mexiko. Strax därefter dödade Ogre hela Tekken Force-truppen och nu ville Heihachi få tag på Ogre och fånga honom.
Nu när Ogre var fri reste han runt i världen och attackerade olika kampsportsmästare och dödade dem och absorberade deras själar. Därför har Ogre fått några av deras slag och sparkar. De som attackerades och dödades av Ogre var King 1 och (möjligtvis) Jun Kazama. Ogre ska också ha attackerat Baek Doo San, Lee Chaolan, Bruce Irvin, Wang Jinrey, Kuma 1 och Kunimitsu. Alla dessa var döda efter Tekken 2 men gjorde comeback i Tekken 4 och 5 på grund av sin popularitet bland fansen. Den enda som fortfarande saknas är Kunimitsu som har försvunnit spårlöst efter Tekken 2. Hon kan ha dödats av Yoshimitsu.

### Tekken 3
Efter en tid arrangerade Heihachi ett nytt "Iron Fist Tournament" för att lura fram Ogre i det fria. Ogre ställde upp i turneringen men blev besegrad av Paul Phoenix. Men Ogre var inte slut ännu, utan han omvandlade sig till sin riktiga form True Ogre, men blev än en gång besegrad fast denna gång av Jin Kazama.
Heihachi lyckades aldrig fånga Ogre, men han lyckades få tag på ett stickprov av hans blod och DNA. Heihachi försökte blanda sitt eget DNA med Ogra för att göra honom själv till den ultimata slagskämpen, men Heihachi upptäckte att han var tvungen att ha djävulsgenen för att kunna kombinera sitt DNA med Ogres. Heihachi arrangerade då Tekken 4, för att lura fram Kazuya eller Jin för att få tag på deras djävulsgen.

### Tekken 5
True Ogre är med som en boss i minispelet Devil Within, men det är okänt om det är samma Ogre som i Tekken 3 eller om det är en ny. Det är också okänt om det som händer i Devil Within-spelet egentligen händer i den officiella Tekken-historien.

## Kuriosa
- True Ogre, Jinpachi och Gon är de enda i Tekken som kan spruta eld. Jinpachi och Gon kan skjuta iväg eldbollar.
- Innan och efter fighterna kan man se Ogre flyga men han flyger aldrig under en match.